# Matfield

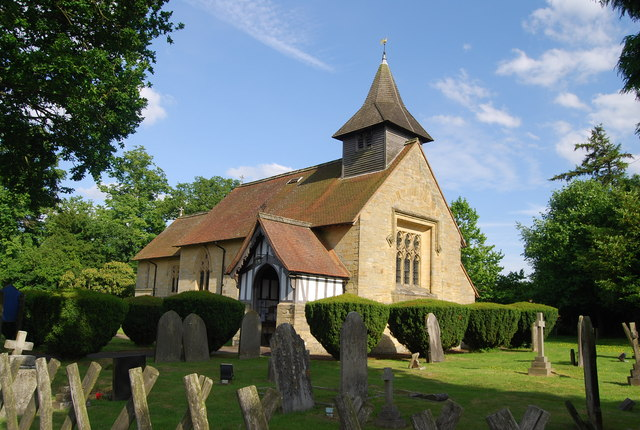

Matfield – wieś w Anglii, w hrabstwie Kent, w dystrykcie Tunbridge Wells. Leży 18 km na południowy zachód od miasta Maidstone i 53 km na południowy wschód od centrum Londynu.